# Alectra asperrima
Alectra asperrima är en snyltrotsväxtart som beskrevs av Ferdinand von Hochstetter och George Bentham. Alectra asperrima ingår i släktet Alectra och familjen snyltrotsväxter. Inga underarter finns listade i Catalogue of Life.